# Jeremias Falck

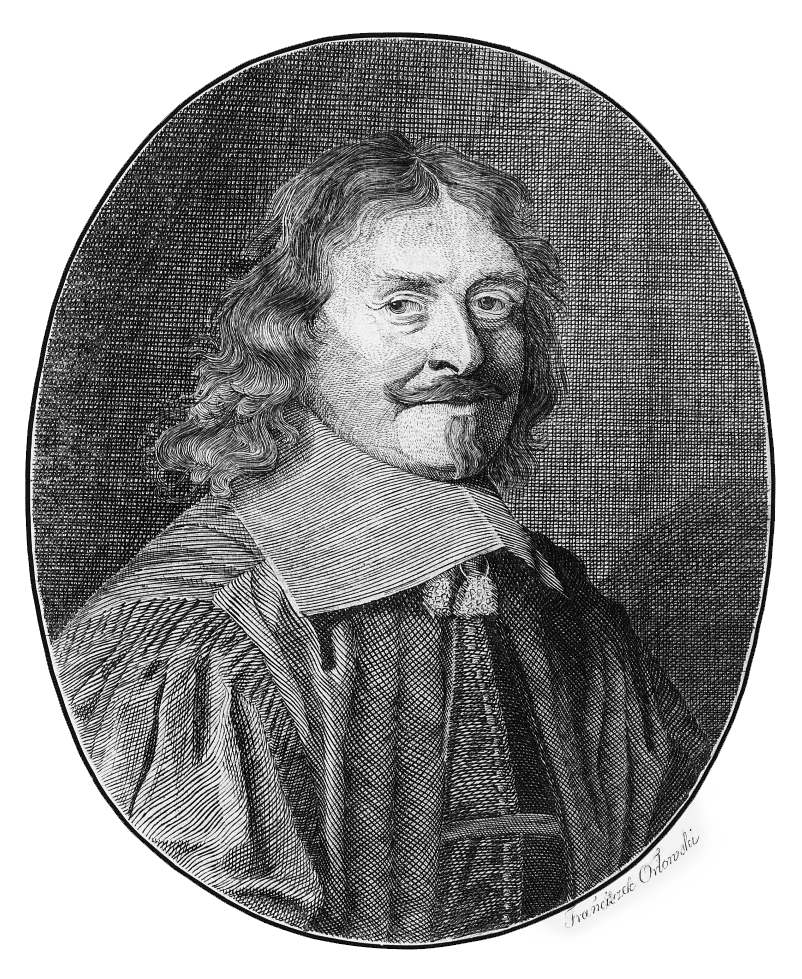
Jeremias Falck

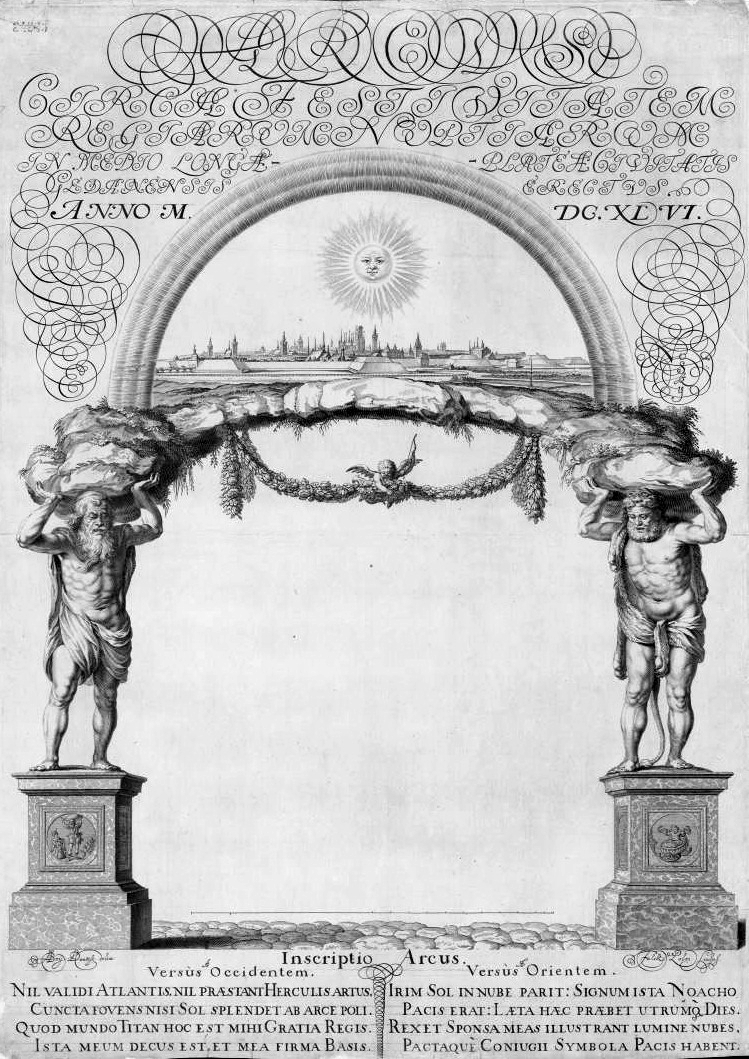
Gravur „Arcus Gratiae et Pacis, 1646“ nach einem Triumphbogen in Danzig

Jeremias Falck (auch Jeremias Falk, Jeremiah Falck im Englischen und Jeremiasz Falck auf Polnisch; * um 1620 in Danzig oder Hamburg; † 1677 in Danzig) war ein Kupferstecher und Graveur.
Der Schüler und Mitarbeiter von Wilhelm Hondius arbeitete 1639 in Paris und schuf Bilder der Allegorien. Er heiratete laut Kirchendokumenten der reformierten St.-Petri-Kirche am 9. Mai 1650 in Danzig Anna Mercator (Kramer). Sein Bruder Hans Falck war Messerschmidt in Danzig und ist als Zeuge bei der Geburt eines Kindes von Jeremias und Anna dokumentiert. Laut des Ururenkels Herrmann Eugen Falk in einem Buch in 1890 von J. C. Block waren keine genauen Dokumente des Geburtsortes oder Jahres vorhanden.
Falck arbeitete dann wieder im Ausland, in Schweden als Hofkupferstecher von Königin Christine von Schweden, in Dänemark, auch in den Niederlanden (u. a. Porträt von Willem Blaeu) und 1655–64 in Hamburg, wo er 16 Kupferstiche mit botanischen Motiven veröffentlichte (1662). Bei all seinen Auslandsreisen schuf er Porträts derzeitiger Könige sowie auch Porträts verschiedener Ratsmänner und Bürgermeister Danzigs.
Zurück in Danzig setzte er Gemälde von Georg Daniel Schultz um. Fast alle der etwa dreihundert Werke von Falck sind als „J. Falck sculp.“ ausgezeichnet, einige zeigen Je. Falck SRM Sueciae, als er in Schweden fest angestellt war. Georg Forster benutzte Falcks Kupferplatten zum Druck der Illustrationen für die „Selenography“ des Johannes Hevelius und die „Orationes“ des Georg Ossolinski, SRI Prinz. Die Porträts Wladislaw IV. und polnischen Bischöfe sind am Rand des Rechtecks unter den ovalen Kupferplattenporträts mit J. Falck Polonus links und Georg Förster rechts bezeichnet. Beerdigt wurde Falck in 1677 in der reformierten St.-Peter-und-Paul-Kirche zu Danzig.